# Sebaldella termitidis
Sebaldella termitidis ist eine Art von Bakterien. Die Art zählt zu der vorherrschenden  Bakterienflora innerhalb vom Darm von Termiten.

## Erscheinungsbild
Die Zellen von Sebaldella termitidis sind stäbchenförmig und zeigen eine Breite von 0,3–0,5 μm und eine Länge von 2–12  μm. Sie besitzen eine zentrale Schwellung. Sie treten einzeln, in Paaren oder auch in Filamenten auf. Flagellen sind nicht vorhanden. Die Kolonien haben einen Durchmesser von 1–2 mm.

## Merkmale und Stoffwechsel
Die Art lebt unter Sauerstoffausschluss, sie ist anaerob. Der Stoffwechselweg ist die Fermentation  (Gärung). Dabei werden von Glucose und einigen anderen Kohlenhydrate Säuren produziert. Die Hauptprodukte bei der Gärung von Glucose sind Essigsäure und Milchsäure. Ameisensäure kann ebenfalls gebildet werden. Die meisten Stämme produzieren Schwefelsäure (H2S). Das Enzym Urease ist nicht vorhanden. Der Indol-Test verläuft negativ. Nitrat wird von dem Bakterium nicht reduziert.

## Chemotaxonomische Merkmale
Die Gram-Färbung verläuft bei Sebaldella termitidis negativ. Die Fettsäuren sind zum größten Teil geradkettige, gesättigte und einfach-ungesättigte Fettsäuren. Hierbei dominieren Palmitinsäure und Stearinsäure. Auch am dritten Kohlenstoffatom hydroxylierte, also mit einer Alkoholgruppe verknüpfte, langkettige Fettsäuren sind vorhanden.
Das Vorkommen der Fettsäuren unterscheidet die Art von anderen Arten der Gattung Bacteroides. Hier finden sich neben geradkettigen auch verzweigte Fettsäuren, die eine Verzweigung in der Kohlenstoffkette durch eine Methylgruppe (–CH3) aufweisen. Diese liegt entweder am vorletzten Kohlenstoffatom oder am vorvorletzten Kohlenstoffatom. Man spricht von der iso-Fettsäure, wenn die Methylgruppe sich am vorletzten Kohlenstoffatom befindet, bei anteiso-Fettsäuren liegt die Methylgruppe am vorvorletzten Kohlenstoffatom. Bei Bacteroides findet man sowohl iso- wie auch anteiso-Fettsäuren. Bei Sebaldella termitidis fehlen verzweigte Fettsäuren. Sebaldella termitidis zählte früher zu der Gattung Bacteroides, diese und andere unterschiedlichen Merkmale führten 1986 zu der Umstellung zur neuen Gattung Sebaldella. Sebaldella von Bacteroides unterscheiden sich auch durch das Fehlen von Atmungschinone bei Sebaldella.
Die Art zeigt einen niedrigen GC-Gehalt der DNA, er liegt zwischen 32 und 36 mol%.

## Systematik
Der Stamm wurde erstmals im Jahr 1962 von der französischen Mikrobiologin Madeleine Sebald aus dem hinteren Darminhalt von der Termitenart Reticulitermes lucifugus isoliert und als Unterart Sphaerophorus siccus var. termiditus eingeführt. Im Jahr 1970 wurde sie zu der Art Bacteroides termitidis umgestellt. Weitere Untersuchungen zeigten, dass der ungewöhnlich niedrige G+C-Gehalt sowie einige biochemische Merkmale nicht zu den anderen Arten dieser Gattung passten und führten schließlich im Jahr 1986 zu der Umbenennung zu Sebaldella termitidis.
Das Genom des Typstamms wurde im Rahmen des GEBA-Projekts (Genomic Encyclopedia of Bacteria and Archaea) sequenziert.
Sebaldella zählt zu der Gruppe der Fusobacteriales und steht somit  phylogenetisch weit entfernt von anderen Bakterien.